# Эльвира Мадиган (фильм)
«Эльвира Мадиган» (швед. Elvira Madigan) — шведский художественный фильм, снятый в 1967 году по одноимённой балладе Юхана Линдстрёма Саксона. Баллада и фильм рассказывают о реальных событиях — истории любви и смерти датской цирковой наездницы Эльвиры Мадиган (1867—1889).

## Краткое содержание
Действие фильма происходит в конце XIX столетия, в Швеции. Хедвиг — известная циркачка-канатоходец, звезда в своём артистическом мирке, где известна под псевдонимом Эльвира Мадиган. Лейтенант-аристократ Сикстен Спарре очарован ею, девушка также влюбляется в красивого офицера. Однако Спарре женат, у него двое детей. Не видя для себя будущего в Швеции, влюблённые тайно уезжают в Данию. Для Спарре это означает разрыв со своей семьёй и дезертирство из армии.
Некоторое время Эльвира и Сикстен наслаждаются счастливым для них «медовым месяцем». Когда деньги заканчиваются, они пытаются заработать мелкими работами и ловлей рыбы. Однако вскоре влюблённую пару обнаруживают разыскивающие их «заинтересованные лица». Приятели Спарре уговаривают его вернуться в семью, в Швецию. Эльвира и Сикстен растеряны и в отчаянии, единственный исход из тупиковой ситуации, в которую они попали, они видят в добровольном уходе из жизни. Вместе, вдвоём они совершают самоубийство. Спарре застрелил сперва Эльвиру, а затем и себя.

## Награды и призы
Фильм «Эльвира Мадиган» получил положительные отзывы как в европейской, так и в американской кинокритике.
«Эльвира Мадиган» участвовала в Каннском кинофестивале 1967 года, на котором актрисе Пиа Дегермарк была присуждена премия «лучшей исполнительницы главной роли». В 1968 году фильм получил премию Национального совета кинокритиков США за лучший фильм на иностранном языке. Кроме этого, в 1969 году в этой категории фильм, как и Пиа Дегермарк (как лучшая молодая актриса), номинировались на премию Золотой глобус. В 1969 году она, вместе с оператором Йоргеном Перссоном, номинируются также на премию Британской киноакадемии.